# Lepidodexia bivittata
Lepidodexia bivittata är en tvåvingeart som beskrevs av Charles Howard Curran 1928. Lepidodexia bivittata ingår i släktet Lepidodexia och familjen köttflugor. Inga underarter finns listade i Catalogue of Life.